# ناحیه کفرزیتا
ناحیه کفرزیتا (به عربی: ناحیة کفرزیتا) یک ناحیه در سوریه است که در منطقه محرده واقع شده‌است. ناحیه کفرزیتا ۳۹٬۳۰۲ نفر جمعیت دارد.